# Interstate 840 (Caroline du Nord)
Pour les articles homonymes, voir Interstate 840.
L'Interstate 840 (I-840) est une autoroute auxiliaire de Caroline du Nord. Elle comporte deux sections et 16,6 miles (26,7 km) dans le comté de Guilford. Il a été prévu qu'elle fasse une demi-boucle au nord de Greensboro.

## Description du tracé
Le segment ouest, une autoroute urbaine de six voies, débute à l'échangeur avec l'I-40 / I-73 / US 421 et se dirige vers le nord pour 3,2 miles (5,1 km) en formant un multiplex avec l'I-73. Après, l'I-73 se détache de l'I-840 et cette dernière poursuit vers l'est sur une distance de 6,9 miles (11,1 km). Elle croise la US 220 et quelques voies locales. Elle se termine temporairement à North Elm Street.
Le segment est est une autoroute rurale de quatre voies. Actuellement, le segment n'est pas identifié I-840 et forme un multiplex avec l'I-785. Ce segment débute à la jonction avec la US 29 et se dirige vers le sud pour 6,5 miles (10,5 km), en croisant sur son parcours la US 70. Le segment se termine à un échangeur avec l'I-40 / I-85.

## Liste des sorties
| Interstate 840                       |              |       |       |        |                                                                 |                                                                                            |
| Comté                                | Municipalité | mi    | km    | Sortie | Intersections / Destinations                                    | Notes                                                                                      |
| Guilford                             | Greensboro   | 0,00  | 0,00  | —      | I-73 sud / US 421 sud vers I-85 – Asheboro, Durham              | Terminus ouest du multiplex avec I-73; numéros de sortie en fonction des numéros de l'I-73 |
| Guilford                             | Greensboro   | 0,00  | 0,00  | 103A   | I-40 est – Greensboro                                           | Terminus ouest du multiplex avec I-73; numéros de sortie en fonction des numéros de l'I-73 |
| Guilford                             | Greensboro   | 0,00  | 0,00  | 103B   | I-40 ouest / US 421 nord – Winston-Salem                        | Terminus ouest du multiplex avec I-73; numéros de sortie en fonction des numéros de l'I-73 |
| Guilford                             | Greensboro   | 1,20  | 1,90  | 104    | West Friendly Avenue                                            |                                                                                            |
| Guilford                             | Greensboro   | 3,20  | 5,10  | 3A     | Bryan Boulevard – Centre-ville                                  | Sortie 107A de l'I-73                                                                      |
| Guilford                             | Greensboro   | 3,20  | 5,10  | 3B     | I-73 nord – Aéroport international Piedmont Triad, Martinsville | Terminus nord du multiplex avec I-73; sortie 107B de l'I-73                                |
| Guilford                             | Greensboro   |       |       |        | Flemming-Lewiston Road                                          | Futur échangeur                                                                            |
| Guilford                             | Greensboro   | 6,60  | 10,60 | 6      | US 220 (Battleground Avenue)                                    |                                                                                            |
| Guilford                             | Greensboro   | 8,20  | 13,20 | 8      | Lawndale Drive                                                  |                                                                                            |
| Guilford                             | Greensboro   | 10,10 | 16,30 | 10     | North Elm Street                                                | Terminus du segment ouest                                                                  |
| Guilford                             | Greensboro   | 11,80 | 19,00 | 11     | Yanceyville Street                                              | Futur échangeur                                                                            |
| Guilford                             | Greensboro   | 14,30 | 23,00 | 14     | I-785 sud / US 29 – Greensboro, Danville                        | Terminus ouest du multiplex avec I-785; début du segment est                               |
| Guilford                             | Greensboro   |       |       | 16     | Cone Boulevard                                                  | Futur échangeur                                                                            |
| Guilford                             | Greensboro   | 17,80 | 28,60 | 17     | Huffine Mill Road                                               |                                                                                            |
| Guilford                             | Greensboro   | 18,60 | 29,90 | 18     | US 70 (Burlington Road) vers Wendover Avenue                    |                                                                                            |
| Guilford                             | Greensboro   | 21,10 | 34,00 | 21     | I-40 / I-85 nord – Greensboro, Durham, Raleigh                  | Terminus est du multiplex avec I-785                                                       |
| Guilford                             | Greensboro   | 21,10 | 34,00 | —      | I-85 sud – High Point, Charlotte                                | Continue comme I-85                                                                        |
| - Terminus de multiplex - Non-ouvert |              |       |       |        |                                                                 |                                                                                            |